# Август II
Август II Силни (Фридрих Август I) (на немски: August II der Starke, на полски: August II Mocny, на литовски: Augustas II, на беларуски: Аўгуст Моцны; * 12 май 1670, Дрезден, Курфюрство Саксония; † 1 февруари 1733, Варшава, Жечпосполита) е крал на Полша и велик княз на Литва от 1697 до 1706 и от 1709 до 1733 г., както и курфюрст на Саксония в периода 1694 – 1733 г. Наричан е Силни поради физическата си сила, за което получава и прозвищата Саксонският Херкулес и Желязната ръка.

## Титли
- На латински език: Augustus Secundus, Dei Gratia rex Poloniae, magnus dux Lithuaniae, Russie, Prussiae, Masoviae, Samogitiae, Livoniae, Kijoviae, Volhyniae, Podoliae, Smolensciae, Severiae, Czerniechoviaeque, necnon haereditarius dux Saxoniae et princeps elector etc.
- На български език: Август II, по Божията милост крал Полски, велик княз Литовски, Руски, Пруски, Мазовски, Жемайтски, Ливонски, Киевски, Волински, Подолски, Смоленски, Северски и Черниговски, наследствен херцог и курфюрст на Саксония и прочее.

## Живот
Август е роден в Дрезден и е вторият син на курфюрст Йохан Георг III и Анна София Датска.
Август се жени на 20 януари 1693 г. в Байройт за Кристиана Еберхардина фон Бранденбург-Байройт (1671 – 1727) от род Хоенцолерн, дъщеря на маркграф Кристиан Ернст и втората му съпруга София Луиза фон Вюртемберг.
Като по-младият от синовете, Август няма право да управлява курфюрството, и Йохан Георг IV заема мястото на баща им след неговата смърт на 12 септември 1691 г. По време на карнавалния сезон във Венеция, Йохан Георг IV се заразява с едра шарка и, без да остави завещание, умира на 27 април 1694 г. По такъв начин Август става курфюрст на Саксония под името Фридрих Август I, а от 1697 г. – като Август II, след избирането му за крал на Полша.
За да може да заеме полския престол, протестантът Август приема католицизма. Опитите му за вътрешни реформи и засилване на кралската власт завършват с провал, едновременно с това позволявайки се на Руската империя да засили влиянието си в региона.
По време на Северната война (1700 – 1721 г.), Август е съюзник на Петър I срещу Швеция.

## Деца
Август и Кристина Ебхардина имат един син:
- Фридрих Август II (1696 – 1763), наследява от баща си титлите на саксонски курфюрст и полски крал

Август II има множество метреси и деца от тях.